# Дердзян, Армен
Арме́н Дердзя́н (арм. Արմեն Դերձյան; 17 ноября 1993, Дилижан, Армения) — армянский футболист, выступал на позиции полузащитника.

## Клубная карьера
Дердзян родился в Дилижане. Будучи воспитанником местной футбольной школы был привлечён в новообразованный клуб «Импульс». Первый сезон провёл в Первой лиге за «Импульс-2», и смог отличиться дважды в 12 проведённых матчей. В следующем году был переведён в главную команду, но вышел на поле лишь однажды. Свою дебютную, и единственную игру в том чемпионате провёл 5 ноября 2011 года в домашней игре против «Улисса». Дердзян вышел на последней, 93-й минуте матча, заменив Агвана Айрапетяна. 29 апреля 2012 года в финальном матче за Кубок Армении 2011/2012 числился в заявке на матче, но на поле так и не вышел, оставшись на скамейке запасных.

## Статистика выступлений
Данные на 2 сентября 2012 года
| Клуб             | Сезон            | Чемпионат | Чемпионат | Кубки | Кубки | Еврокубки | Еврокубки | Всего | Всего |
| Клуб             | Сезон            | Матчи     | Голы      | Матчи | Голы  | Матчи     | Голы      | Матчи | Голы  |
| ---------------- | ---------------- | --------- | --------- | ----- | ----- | --------- | --------- | ----- | ----- |
| Импульс-2        | 2010             | 12        | 2         | 0     | 0     | 0         | 0         | 12    | 2     |
| Всего            | Всего            | 12        | 2         | 0     | 0     | 0         | 0         | 12    | 2     |
| Импульс          | 2011             | 1         | 0         | 3     | 0     | 0         | 0         | 4     | 0     |
| Импульс          | 2012/13          | 10        | 0         | 0     | 0     | 0         | 0         | 10    | 0     |
| Всего            | Всего            | 11        | 0         | 3     | 0     | 0         | 0         | 14    | 0     |
| Всего за карьеру | Всего за карьеру | 23        | 2         | 3     | 0     | 0         | 0         | 26    | 2     |

## Карьера в сборной
Дердзян был вызван в юношескую сборную в мае 2012 года на отборочный цикл к чемпионату Европы. В течение пяти дней с 23 мая, Дердзян был привлечён на игры 3-х матчей. Дебютировал во втором матче 25 мая против бельгийских юношей. Дердзян отыграл 72 минуты, после чего был заменён на Гор Малакян.

## Достижения
- «Импульс»
  - Финалист Кубка Армении: 2011/12